# کری بورتز
کری بورتز (انگلیسی: Carrie Boretz؛ زادهٔ) یک عکاس آمریکایی که در شهر نیویورک عکس‌های خیابانی می‌گرفت.

## زندگی و حرفه عکاسی
بورتز در سال ۱۹۷۵ از دانشگاه واشنگتن فارغ التحصیل شد. او برای یک دوره کارآموزی در ویلج ویس به نیویورک نقل مکان کرد و به عکاسی برای مجله نیویورک تایمز، نیویورک، اسپورتس ایلاستریتد، پیپل، فرچون (مجله) و لایف ادامه داد. در دهه ۱۹۹۰ در نیویورک تایمز، کار او ارائه یک عکس مستقل روزانه از زندگی در شهر بود.
کتابی از عکاسی خیابانی او، خیابان: نیویورک سیتی دهه‌های ۷۰، ۸۰، ۹۰، در سال ۲۰۱۷ منتشر شد.

## زندگی شخصی
در سال ۱۹۸۸، او با عکاس نیویورک تایمز، ادوارد کیتینگ (۱۹۵۶-۲۰۲۱) ازدواج کرد.
او دو دختر به نام‌های کیتلین سوزان، متولد ۱۹۸۹ و امیلی رز متولد ۱۹۹۱ دارد.